# 1276 Ucclia
1276 Ucclia eller 1933 BA är en asteroid i huvudbältet som upptäcktes 24 januari 1933 av den belgiske astronomen Eugène Joseph Delporte i Uccle. Den har fått sitt namn efter den belgiska staden Uccle, från vilken den upptäcktes.
Asteroiden har en diameter på ungefär 36 kilometer och den tillhör asteroidgruppen Alauda.